# Gremersdorf-Buchholz
Gremersdorf-Buchholz  ist eine Gemeinde westlich von Grimmen im Landkreis Vorpommern-Rügen. Die Gemeinde wird vom Amt Franzburg-Richtenberg mit Sitz in der Stadt Franzburg verwaltet und ist eine der flächenmäßig größten Gemeinden im Amtsbereich.

## Geografie und Verkehr
Gremersdorf-Buchholz liegt ca. 15 km westlich von Grimmen und ca. 11 km östlich von Tribsees. Südlich der Gemeinde verläuft die Bundesautobahn 20, die über den Anschluss Grimmen-West (ca. 10 km) zu erreichen ist. Südlich der Gemeinde fließt die Trebel. Der nördliche Teil der Gemeinde (Ortsteil Wolfsdorf) liegt inmitten ausgedehnter Waldgebiete. In der Nähe von Gremersdorf wurden mehrere Windparks errichtet.

## Ortsteile
| - Angerode - Buchholz - Eichholz - Gremersdorf - Grenzin | - Hohenbarnekow - Neumühl - Pöglitz - Wolfsdorf |

## Geschichte
Gremersdorf und Buchholz wurden im 13. Jahrhundert erstmals urkundlich erwähnt. Das Gemeindegebiet gehörte bis 1326 zum Fürstentum Rügen, um danach an das Herzogtum Pommern zu fallen. Um 1443 war hier die unbekannte Adelsfamilie von Reckentin zeitweise ansässig. Nach dem Dreißigjährigen Krieg bis 1815 gehört die Gegend zu Schwedisch-Pommern und danach zur preußischen Provinz Pommern.
Das Gebiet war dann bis 1952 Teil des Landkreises Franzburg-Barth und gehörte danach bis 1994 zum Kreis Stralsund im Bezirk Rostock.
Seit dem 13. Juni 1999 bilden die Gemeinden Gremersdorf und Buchholz zusammen die Gemeinde Gremersdorf-Buchholz.
Angerode wurde 1835 erstmals als Büdner-Kolonie genannt. Das frühere Ödland war zuvor Anger der Büdner. Am 1. Juli 1950 wurde Angerode eingegliedert.
Buchholz wurde 1269 als Bocholte, 1435 als Bukholt und 1696 als Bookholt genannt. 1269 schenkte Fürst Wizlaw II das Gebiet dem Kloster Neuenkamp, wo es lange Zeit verblieb. 1632 gehörte der Ort zum Amt Franzburg und war im Kirchspiel Wolfsdorf.
Eichholz könnte um 1278 als Klosterdorf gegründet worden sein, vielleicht durch den Stralsunder Johannes de Echolde. 1434 wurde der Ort Ekholt genannt. 1624 schenkte der Herzog von Pommern-Wolgast dem Franzburger Carsten Volkmann Land und 1631 seinem Diener Philipp Pommer den Schulzenhof. 1896 heißt der Ort Eekholt. 1919 wurde Gut Eichholz aufgesiedelt.
Gremersdorf wurde 1289 als Griemerdorph erstmals erwähnt und 1461 als Gremerstorp sowie als 1763 Grimersdorf. 1413 und 1446 kaufte Kloster Neuenkamp hier Land. Vor der Bauernlege gab es 1654 im Ort 16 Vollbauern und einen Kossat, nach 1696 nur noch vier freie Bauern und ein Kossat. Seit dieser Zeit produzierten die ersten Leineweber hier ihre Ware; 1911 gab es noch zahlreiche Betriebe. 1909 wurden acht kleine Rentengüter geschaffen.
Grenzins slawischer Name kann nahes feuchtes Wiesenland bedeuten. Als Grancin wurde es erstmals 1235 bezeichnet beim Ankauf von Land durch das nahe Ziestercienserkloster Neuencamp, das dort 1260 auch eine Krebsmühle erwarb. Grenzin gehörte 1583 zum Wolfsdorfer Kirchspiel und 1906 zum Amtsbezirk Wolfsdorf.
Hohenbarnekow hieß 1618 Hogenbernikow und 1696 Hohen-Barnekow zur Abgrenzung von Klein Barnekow. Das slawische Barnekow kann als Kampf, Wehrhaft oder Streiten gedeutet werden. Um 1580 war das Gut im Besitz der Familien von Behr, ab 1631 von Rekentin und von 1862 bis 1934 (von) Hagemeister (Stralsunder Ratsherren). Bekanntester Vertreter dieser geadelten Patrizierfamilie war der Fideikommissherr auf Hohenbarnekow, Tribbewitz, Clausdorf und Solkendorf, der königlich preußische Wirkliche Geheime Rat, Oberpräsident von Westfalen, Robert Eduard von Hagemeister (1827–1902). Das Gutshaus wurde Mitte des 19. Jahrhunderts errichtet und durch Umbau 1966 stark vereinfacht; es verfällt zunehmend.
Neumühl nannte sich 1272 Vogedisdorp. 1279 erwarb das Kloster Neuenkamp den Ort. Eine Mühle wurde nach Vogtsdorf umgesetzt. Nach 1618 hieß der Ort Niemühl auch wenn er 1654 auch als Voigtsdorf bezeichnet wurde. Nach der Bauernlege waren 1654 nur noch drei (von neun) Bauern im Ort, 1696 nur ein Vollbauer; die Gutsherren hatten gesiegt. Um 1890 wurde Neumühl als Domäne bewirtschaftet.
Pöglitz wurde 1255 erstmals als Pogelictz erwähnt. Der slawische Name könnte als Ort bei einer kahlen Fläche gedeutet werden. 1580 gehört es zum behrschen Gut Werder. 1696 war es ein Lehen der Familie von Behr auf Katzenow. Die briefadelige Familie von Schlagenteuffel besaß seit dem 18. Jahrhundert das Gut, so auch in alten Matrikeln stehend. Die Familie wurde erst 1746 nobilitiert, zuerst Johann von Schlagenteuffel als Gutspächter in Vorpommern. Vier Generationen danach bildet Friedrich von Schlagenteuffel (1852–1931) einen Familienfideikommiss Pöglitz und wollte somit den Besitz über mehrere Generationen für sein Adelsgeschlecht sichern. Letzter Gutsbesitzer war Karl von Schlagenteuffel, verheiratet mit der Offizierstochter Elsa von Coler. Sein Eigentum, das Rittergut Pöglitz, umfasste kurz vor der Bodenreform etwa 912 ha. Davon waren 122 ha Wald. Im Mittelpunkt stand eine große Schafsviehwirtschaft und die Fohlenzucht. Moderne Technik kam mit Lanz-Bulldog zum Einsatz. Den Gutsbetrieb leitete der Güterdirektor H. Schrick.  Das Gutshaus entstand schon um 1860; es wurde 1982 umgebaut.

## Wappen, Flagge, Dienstsiegel
Die Gemeinde verfügt über kein amtlich genehmigtes Hoheitszeichen, weder Wappen noch Flagge. Als Dienstsiegel wird das kleine Landessiegel mit dem Wappenbild des Landesteils Vorpommern geführt. Es zeigt einen aufgerichteten Greifen mit aufgeworfenem Schweif und der Umschrift „GEMEINDE GREMERSDORF-BUCHHOLZ – LANDKREIS VORPOMMERN-RÜGEN“.

## Sehenswürdigkeiten

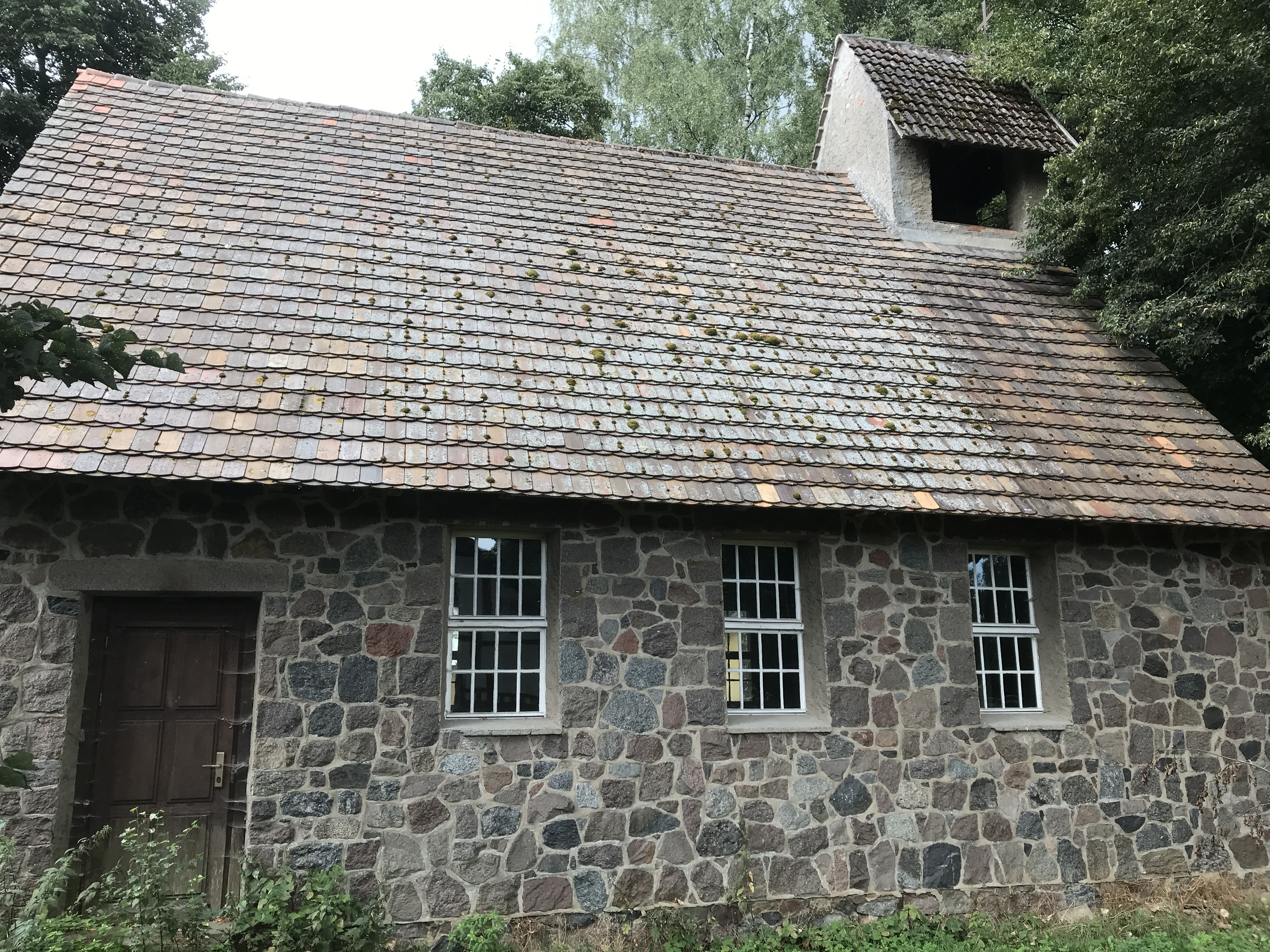
Kapelle Gremersdorf

- Die Kapelle Gremersdorf ist ein Sakralbau aus dem Jahr 1954 mit einer neuzeitlichen, schlichten Kirchenausstattung.
- Kapelle Wolfsdorf
- Neogotisches Gutshaus (Schloss) Pöglitz von um 1860, 1982 Umbau und Entfernung vieler gestalterischer Elemente. Die kleine Gutskapelle im Park ist ein Feldsteinbau von 1954.
- Großsteingräber in Pöglitz und Neumühl
- Großdolmen von Pöglitz in Gremersdorf-Buchholz bei Grimmen, gehört zu einer Gruppe von 5 mehrheitlich stark gestörten Megalithanlagen
- Steinkreis auf dem Galgenberg bei Hohenbarnekow
- Gutshaus Buchholz
- Turmhügel Pöglitz

## Söhne und Töchter der Gemeinde
- Paul Friedrichs (1940–2012), Endurosportler
- Georg Ewald (1926–1973), Politiker (SED), Minister für Land-, Forst- und Nahrungsgüterwirtschaft der DDR